# Комаровка (Корсунь-Шевченковский район)
Комаро́вка (укр. Комарівка) — село в Корсунь-Шевченковском районе Черкасской области Украины.
Население по переписи 2001 года составляло 443 человека. Почтовый индекс — 19455. Телефонный код — 4735.

## Местный совет
19455, Черкасская обл., Корсунь-Шевченковский р-н, с. Комаровка

## История
Село было в составе Шендеровской волости Каневского уезда Киевской губернии. В селе Комаровка была Троицкая церковь. Священнослужители Троицкой церкви:
- 1799 — священник Иосиф Иванович Левицкий
- 1875—1878 — священник Сидор Радзиевский, диакон Иван Фащевский